# Süddeutsche Handballmeisterschaft 1950
Die Süddeutsche Handballmeisterschaft 1950 war die erste vom Süddeutschen Handballverband (SHV) ausgerichtete Endrunde um die Süddeutsche Meisterschaft im Hallenhandball der Männer. Sie wurde am 5. Februar 1950 in Frankfurt (Wintersporthalle am Stadion) ausgespielt.

## Turnierverlauf
Meister wurde der PSV GW Frankfurt, der sich damit auch für die Endrunde zur Deutschen
Meisterschaft 1950 in Berlin qualifizierte, bei der die Frankfurter das Turnier mit dem 3. Platz
 abschließen konnten.

### Modus
Teilnahmeberechtigt waren jeweils die Meister der Endrunden Hessen, Baden, Württemberg und
 Bayern.
Es spielte jeder gegen jeden, der Meister war für die Endausscheidung zur Deutschen
 Meisterschaft 1950 qualifiziert.

### Endrunde
PSV GW Frankfurt 	– 	Stuttgarter Kickers 	6 	: 	6
TSV 1896 Rintheim 	– 	1. FC Nürnberg 	6 	: 	3
PSV GW Frankfurt 	– 	1. FC Nürnberg 	9 	: 	5
Stuttgarter Kickers 	– 	TSV 1896 Rintheim 	6 	: 	0
PSV GW Frankfurt 	– 	TSV 1896 Rintheim 	9 	: 	3
Stuttgarter Kickers 	– 	1. FC Nürnberg 	5 	: 	5

### Endrundentabelle
Saison 1950
|    | Mannschaft             | Sp | Pkte |
| -- | ---------------------- | -- | ---- |
| 1. | PSV Grünweiß Frankfurt | 3  | 5:1  |
| 2. | SV Stuttgarter Kickers | 3  | 4:2  |
| 3. | TSV 1896 Rintheim      | 3  | 2:4  |
| 4. | 1. FC Nürnberg         | 3  | 1:5  |

 Süddeutscher Meister und für die Endrunde zur Deutschen Meisterschaft 1950 qualifiziert